# Tripterospermum nienkui
Tripterospermum nienkui là một loài thực vật có hoa trong họ Long đởm. Loài này được (C. Marquand) C.J. Wu miêu tả khoa học đầu tiên năm 1984.